# Забара, Станислав Сергеевич
Станислав Сергеевич Забара (род. 25 января 1934, Маликовщина, Полтавский округ) — советский и украинский учёный, разработчик и организатор производства средств и систем вычислительной техники.
Доктор технических наук, профессор. Лауреат Государственных премий СССР и УССР.

## Биография
Родился 25 января 1934 года в семье офицера Советской армии, участника Великой Отечественной войны.
В 1956 году окончил радиотехнический факультет Киевского политехнического института и был распределён в вычислительную лабораторию Института математики АН УССР, ставшей основой организованного в 1962 г. Института кибернетики АН УССР. Занимался совершенствованием и разработкой новой элементной базы вычислительных машин УМШН, Днепр-1, Днепр-2, МИР и др.
В 1966 г. С. С. Забара стал начальником СКБ киевского завода вычислительных и управляющих машин (ВУМ).
В 1972 г. был назначен заместителем директора по научной работе Института периферийного оборудования (НИИП), созданного на базе СКБ.
Руководил разработкой и организацией производства периферийных устройств для агрегатной системы средств вычислительной техники АСВТ и системы малых ЭВМ (СМ ЭВМ): контроллеров накопителей на жестких магнитных дисках, контроллеров и дисководов гибких магнитных дисков, контроллеров и лентопротяжных механизмов магнитных лентах, алфавитно-цифровых и графических дисплеев, графопостроителей и устройств ввода графической информации, печатающих устройств и др. и различных комплексов автоматизированных рабочих мест на их основе.
В 1986—2001 гг. работал начальником отдела в Институте кибернетики НАН Украины.
С 2002 года — директор Института компьютерных технологий, заведующий кафедрой информационных технологий и программирования университета «Украина».
В феврале 2003 года покидает должность директора Института компьютерных технологий и остаётся заведующим кафедрой информационных технологий и программирования университета «Украина»

## Научная деятельность и признание
В 1976 г. стал лауреатом Государственной премии УССР за разработку и освоение серийного производства ЭВМ М-4030 семейства АСВТ- М.
В 1980 г. защитил докторскую диссертацию.
В 1981 г. стал лауреатом Государственной премии СССР за разработку и организацию серийного производства комплексов технических и программных средств СМ ЭВМ.
С 1988 г. — профессор.
С 2009 г. — заслуженный деятель науки и техники Украины.
Соавтор 130 научных работ и изобретений.
Награждён орденом Трудового Красного Знамени и медалью «За трудовую доблесть».